# مارتن بي-26 ماراودر
مارتن بي-26 ماراودر (بالإنجليزية: Martin B-26 Marauder)‏ هي قاذفة قنابل متوسطة في الحرب العالمية الثانية، بمحركين. أنتجت في 1941 بالولايات المتحدة. من صناعة شركة جلين إل مارتن. كان أول طيران لها في 25 نوفمبر 1940. صنع منها 5,288 طائرة، وسعر الطائرة الواحدة منها هو 102,659.33/B-26A دولار.
استخدمت لأول مرة في مسرح عمليات المحيط الهادئ في أوائل عام 1942، كما تم استخدامها أيضا في مسرح عمليات البحر الأبيض المتوسط وأوروبا الغربية.

## المستخدمون
- القوات الجوية لجيش الولايات المتحدة
- سلاح الجو الملكي
- سلاح جو جنوب أفريقيا
- سلاح جو فرنسا الحرة